# Bax (Haute-Garonne)
Pour les articles homonymes, voir Bax.
Bax est une commune française située dans le centre du département de la Haute-Garonne, en région Occitanie. Sur le plan historique et culturel, la commune fait partie du Volvestre, constitué des vallées de l'Arize et du Volp, proche de la vallée de la Garonne, situé au sud de Toulouse et en partie nord du Couserans.
Exposée à un climat océanique altéré, elle est drainée par l'Aunat, le Camedon et par divers autres petits cours d'eau.
Bax est une commune rurale qui compte 99 habitants en 2022, après avoir connu un pic de population de 246 habitants en 1856. Elle fait partie de l'aire d'attraction de Toulouse. Ses habitants sont appelés les Baxois ou  Baxoises.

## Géographie

### Localisation
La commune de Bax se trouve dans le département de la Haute-Garonne, en région Occitanie.
Sur le plan historique et culturel, Bax fait partie du Volvestre, constitué des vallées de l'Arize et du Volp, proche de la vallée de la Garonne, situé au sud de Toulouse et en partie nord du Couserans.
Elle se situe à 44 km à vol d'oiseau de Toulouse, préfecture du département, à 26 km de Muret, sous-préfecture, et à 20 km d'Auterive, bureau centralisateur du canton d'Auterive dont dépend la commune depuis 2015 pour les élections départementales.
La commune fait en outre partie du bassin de vie de Montesquieu-Volvestre.
Les communes les plus proches sont : 
Latrape (2,0 km), Latour (2,9 km), Lapeyrère (3,1 km), Canens (3,7 km), Mailholas (3,9 km), Loubaut (4,2 km), Montesquieu-Volvestre (5,2 km), Castagnac (5,2 km).
Bax est limitrophe de six autres communes.
| Mailholas             | Latrape |           |
| Montesquieu-Volvestre | Bax     | Canens    |
|                       | Latour  | Lapeyrère |

### Géologie et relief
La superficie de la commune est de 599 hectares ; son altitude varie de 243  à   371 mètres.

### Hydrographie

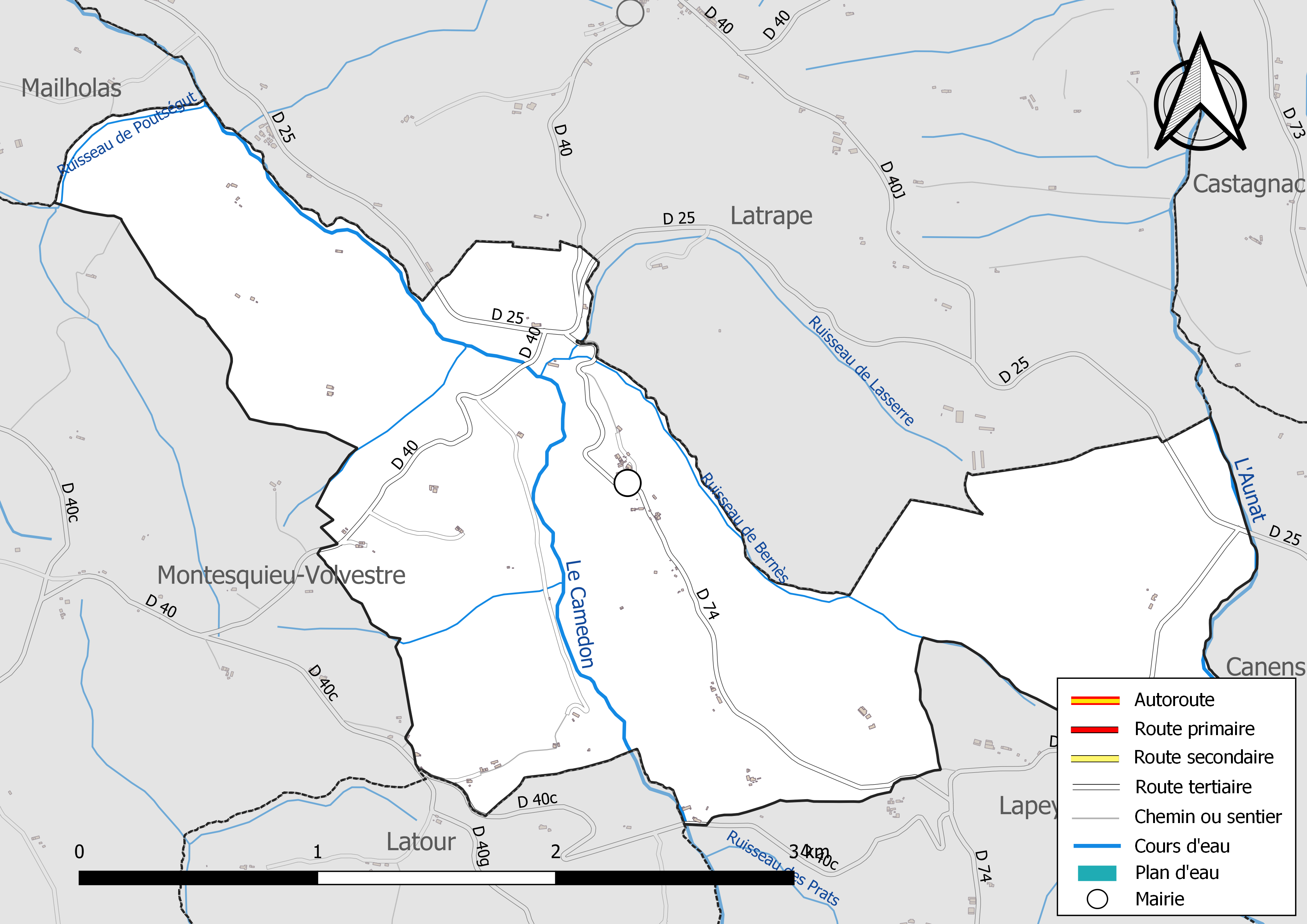
Réseaux hydrographique et routier de Bax.

La commune est dans le bassin de la Garonne, au sein du bassin hydrographique Adour-Garonne. Elle est drainée par l'Aunat, le Camedon, le ruisseau de Bernès, le ruisseau de Lasserre, le ruisseau de Poutségut et par divers petits cours d'eau, constituant un réseau hydrographique de 9 km de longueur totale,.
L'Aunat, d'une longueur totale de 21,7 km, prend sa source dans la commune de Sieuras et s'écoule vers le nord. Il traverse la commune et se jette dans la Garonne à Montaut, après avoir traversé 13 communes.

### Climat
Pour des articles plus généraux, voir Climat de l'Occitanie et Climat de la Haute-Garonne.
En 2010, le climat de la commune est de type climat océanique altéré, selon une étude s'appuyant sur une série de données couvrant la période 1971-2000. En 2020, Météo-France publie une typologie des climats de la France métropolitaine dans laquelle la commune est toujours exposée à un climat océanique altéré et est dans la région climatique Aquitaine, Gascogne, caractérisée par une pluviométrie abondante au printemps, modérée en automne, un faible ensoleillement au printemps, un été chaud (19,5 °C), des vents faibles, des brouillards fréquents en automne et en hiver et des orages fréquents en été (15 à 20 jours).
Pour la période 1971-2000, la température annuelle moyenne est de 12,7 °C, avec une amplitude thermique annuelle de 15,5 °C. Le cumul annuel moyen de précipitations est de 790 mm, avec 9,6 jours de précipitations en janvier et 6 jours en juillet. Pour la période 1991-2020, la température moyenne annuelle observée sur la station météorologique la plus proche, située sur la commune de Palaminy à 18 km à vol d'oiseau, est de 13,2 °C et le cumul annuel moyen de précipitations est de 715,2 mm,. Pour l'avenir, les paramètres climatiques de la commune estimés pour 2050 selon différents scénarios d'émission de gaz à effet de serre sont consultables sur un site dédié publié par Météo-France en novembre 2022.

### Milieux naturels et biodiversité
Aucun espace naturel présentant un intérêt patrimonial n'est recensé sur la commune dans l'inventaire national du patrimoine naturel,,.

## Urbanisme

### Typologie
Au 1er janvier 2024, Bax est catégorisée commune rurale à habitat très dispersé, selon la nouvelle grille communale de densité à sept niveaux définie par l'Insee en 2022.
Elle est située hors unité urbaine. Par ailleurs la commune fait partie de l'aire d'attraction de Toulouse, dont elle est une commune de la couronne,. Cette aire, qui regroupe 527 communes, est catégorisée dans les aires de 700 000 habitants ou plus (hors Paris),.

### Occupation des sols

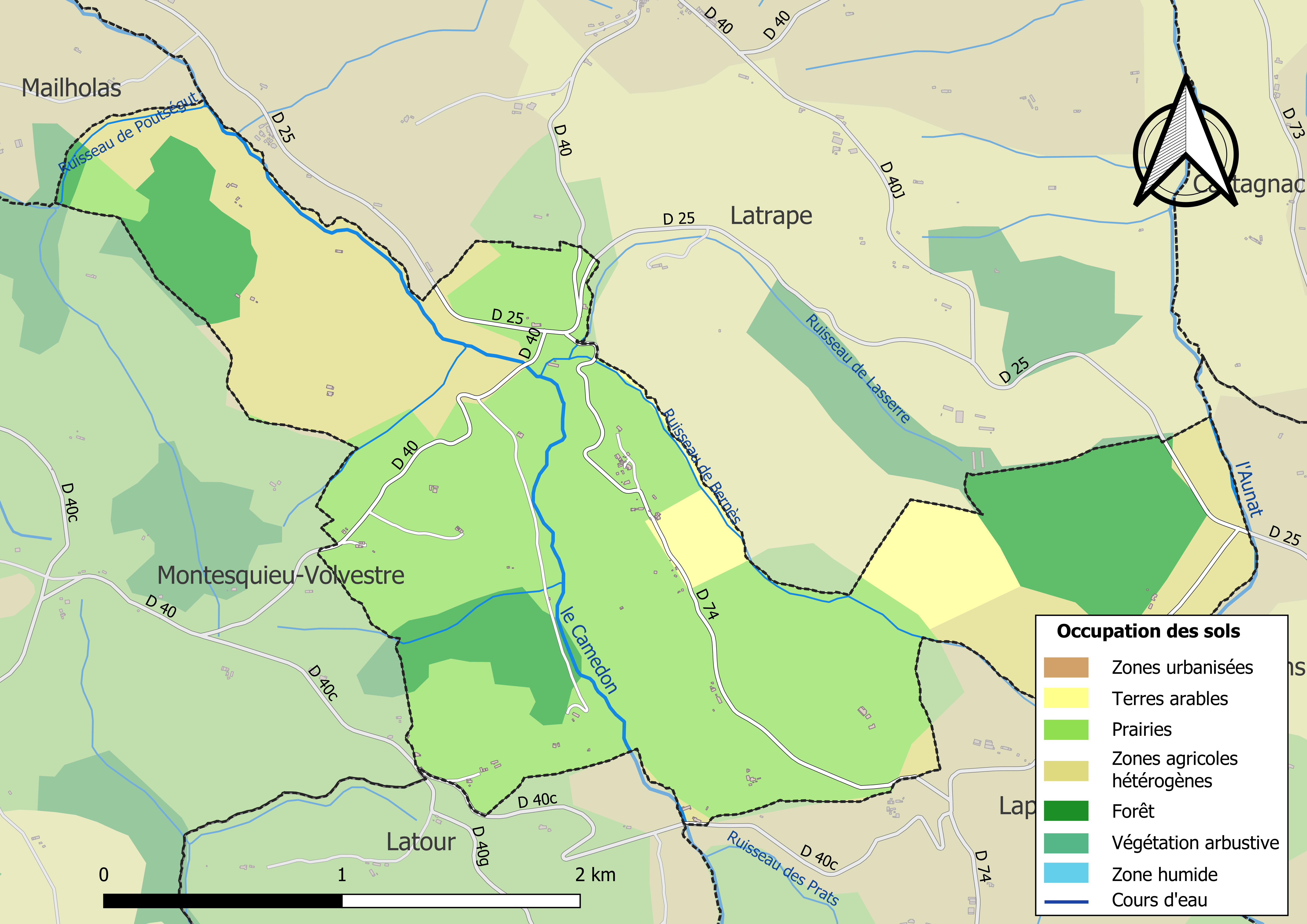
Carte des infrastructures et de l'occupation des sols de la commune en 2018 (CLC).

L'occupation des sols de la commune, telle qu'elle ressort de la base de données européenne d’occupation biophysique des sols Corine Land Cover (CLC), est marquée par l'importance des territoires agricoles (83,1 % en 2018), une proportion identique à celle de 1990 (83,1 %). La répartition détaillée en 2018 est la suivante : 
prairies (50,6 %), zones agricoles hétérogènes (27,1 %), forêts (16,9 %), terres arables (5,3 %). L'évolution de l’occupation des sols de la commune et de ses infrastructures peut être observée sur les différentes représentations cartographiques du territoire : la carte de Cassini (XVIIIe siècle), la carte d'état-major (1820-1866) et les cartes ou photos aériennes de l'IGN pour la période actuelle (1950 à aujourd'hui).

### Morphologie urbaine
L'essentiel des constructions est dispersé en plusieurs fermes.

### Voies de communication et transports
Accès avec les routes départementales D 74, D 40 et D 25.

### Risques majeurs
Le territoire de la commune de Bax est vulnérable à différents aléas naturels : météorologiques (tempête, orage, neige, grand froid, canicule ou sécheresse), feux de forêts et séisme (sismicité faible). Un site publié par le BRGM permet d'évaluer simplement et rapidement les risques d'un bien localisé soit par son adresse soit par le numéro de sa parcelle.
Un plan départemental de protection des forêts contre les incendies a été approuvé par arrêté préfectoral du 25 septembre 2006. Bax est exposée au risque de feu de forêt du fait de la présence sur son territoire du massif de Bouconne. Il est ainsi défendu aux propriétaires de la commune et à leurs ayants droit de porter ou d’allumer du feu dans l'intérieur et à une distance de 200 mètres des bois, forêts, plantations, reboisements ainsi que des landes. L’écobuage est également interdit, ainsi que les feux de type méchouis et barbecues, à l’exception de ceux prévus dans des installations fixes (non situées sous couvert d'arbres) constituant une dépendance d'habitation,

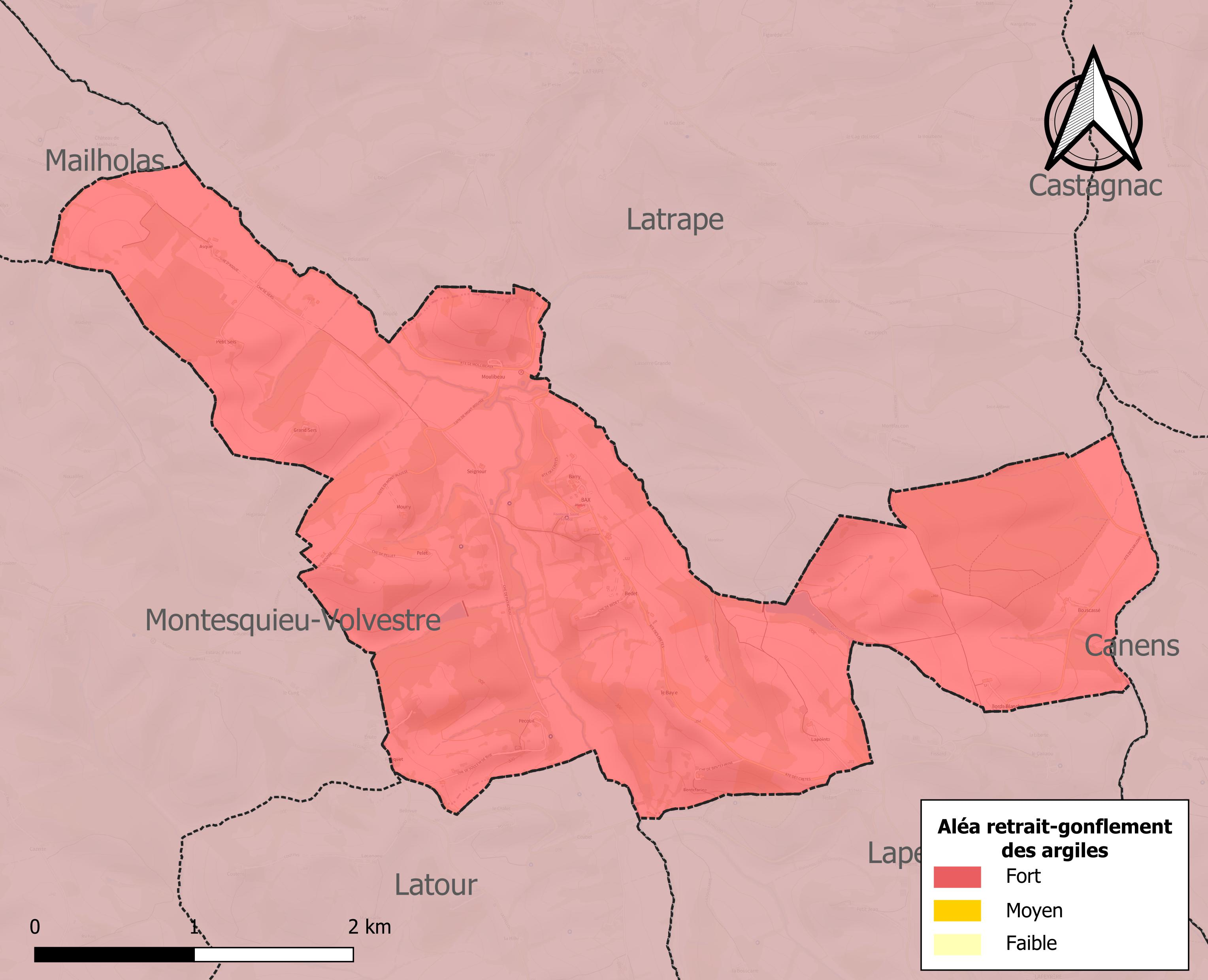
Carte des zones d'aléa retrait-gonflement des sols argileux de Bax.

Le retrait-gonflement des sols argileux est susceptible d'engendrer des dommages importants aux bâtiments en cas d’alternance de périodes de sécheresse et de pluie. La totalité de la commune est en aléa moyen ou fort (88,8 % au niveau départemental et 48,5 % au niveau national). Sur les 43 bâtiments dénombrés sur la commune en 2019, 43 sont en aléa moyen ou fort, soit 100 %, à comparer aux 98 % au niveau départemental et 54 % au niveau national. Une cartographie de l'exposition du territoire national au retrait gonflement des sols argileux est disponible sur le site du BRGM,.
Par ailleurs, afin de mieux appréhender le risque d’affaissement de terrain, l'inventaire national des cavités souterraines permet de localiser celles situées sur la commune.Cet inventaire indique qu'aucune cavité n'existe sur la commune de Bax.
Concernant les mouvements de terrains, la commune a été reconnue en état de catastrophe naturelle au titre des dommages causés par la sécheresse en 2003 et par des mouvements de terrain en 1999.

## Histoire
À partir du Moyen Âge jusqu'à sa disparition en 1790 pendant la Révolution française, Bax faisait partie du diocèse de Rieux.
Le 18 mai 2004, le maire Philippe Bedel interdit tout essai OGM sur le territoire de sa commune, pour protéger les producteurs biologiques, c'est aussi le créateur de Champs libres (association de maires contre les OGM).

## Politique et administration

### Administration municipale
Le nombre d'habitants au recensement de 2017 étant compris entre 0 et 99, le nombre de membres du conseil municipal pour l'élection de 2020 est de sept,.

### Rattachements administratifs et électoraux
Commune faisant partie de la septième circonscription de la Haute-Garonne de la communauté de communes du Volvestre et du canton d'Auterive (avant le redécoupage départemental de 2014, Bax faisait partie de l'ex-canton de Rieux-Volvestre).

### Liste des maires
| Période                                  | Période  | Identité          | Étiquette          | Qualité                  |
| ---------------------------------------- | -------- | ----------------- | ------------------ | ------------------------ |
| Les données manquantes sont à compléter. |          |                   |                    |                          |
| 1965                                     | 1999     | Denis Bonzom      | PS                 | employé de l'agriculture |
| 1999                                     | 2001     | Arsène Daniel     |                    | retraité                 |
| mars 2001                                | mai 2020 | Philippe Bedel    | Gauche alternative | Agriculteur              |
| mai 2020                                 | En cours | Jean Marc Manfrin |                    | Employé territorial      |

## Population et société

### Démographie

#### Évolution démographique
L'évolution du nombre d'habitants est connue à travers les recensements de la population effectués dans la commune depuis 1793. Pour les communes de moins de 10 000 habitants, une enquête de recensement portant sur toute la population est réalisée tous les cinq ans, les populations de référence des années intermédiaires étant quant à elles estimées par interpolation ou extrapolation. Pour la commune, le premier recensement exhaustif entrant dans le cadre du nouveau dispositif a été réalisé en 2007.

En 2022, la commune comptait 99 habitants, en évolution de +12,5 % par rapport à 2016 (Haute-Garonne : +8,02 %, France hors Mayotte : +2,11 %).
| 1793 | 1800 | 1806 | 1821 | 1831 | 1836 | 1841 | 1846 | 1851 |
| ---- | ---- | ---- | ---- | ---- | ---- | ---- | ---- | ---- |
| 179  | 188  | 182  | 187  | 237  | 232  | 239  | 226  | 224  |

| 1856 | 1861 | 1866 | 1872 | 1876 | 1881 | 1886 | 1891 | 1896 |
| ---- | ---- | ---- | ---- | ---- | ---- | ---- | ---- | ---- |
| 246  | 236  | 198  | 197  | 230  | 224  | 232  | 213  | 223  |

| 1901 | 1906 | 1911 | 1921 | 1926 | 1931 | 1936 | 1946 | 1954 |
| ---- | ---- | ---- | ---- | ---- | ---- | ---- | ---- | ---- |
| 200  | 190  | 188  | 157  | 151  | 166  | 146  | 143  | 97   |

| 1962 | 1968 | 1975 | 1982 | 1990 | 1999 | 2006 | 2007 | 2012 |
| ---- | ---- | ---- | ---- | ---- | ---- | ---- | ---- | ---- |
| 95   | 70   | 80   | 50   | 65   | 81   | 86   | 87   | 86   |

| 2017 | 2022 | - | - | - | - | - | - | - |
| ---- | ---- | - | - | - | - | - | - | - |
| 89   | 99   | - | - | - | - | - | - | - |

#### Pyramide des âges
La population de la commune est relativement jeune.
En 2018, le taux de personnes d'un âge inférieur à 30 ans s'élève à 30,3 %, soit en dessous de la moyenne départementale (38,8 %). À l'inverse, le taux de personnes d'âge supérieur à 60 ans est de 25,8 % la même année, alors qu'il est de 21,7 % au niveau départemental.
En 2018, la commune comptait 47 hommes pour 41 femmes, soit un taux de 53,41 % d'hommes, largement supérieur au taux départemental (48,73 %).
Les pyramides des âges de la commune et du département s'établissent comme suit.
| Hommes | Classe d’âge | Femmes |
| ------ | ------------ | ------ |
| 0,0    | 90 ou +      | 0,0    |
| 8,3    | 75-89 ans    | 4,9    |
| 14,6   | 60-74 ans    | 24,4   |
| 25,0   | 45-59 ans    | 19,5   |
| 20,8   | 30-44 ans    | 22,0   |
| 14,6   | 15-29 ans    | 14,6   |
| 16,7   | 0-14 ans     | 14,6   |

| Hommes | Classe d’âge | Femmes |
| ------ | ------------ | ------ |
| 0,7    | 90 ou +      | 1,6    |
| 5,8    | 75-89 ans    | 7,9    |
| 13,5   | 60-74 ans    | 14,7   |
| 19,3   | 45-59 ans    | 18,8   |
| 20,8   | 30-44 ans    | 19,9   |
| 22     | 15-29 ans    | 20,7   |
| 17,9   | 0-14 ans     | 16,4   |

### Enseignement
Bax fait partie de l'académie de Toulouse.

### Culture et festivité
Salle des fêtes, comité des fêtes,

### Activités sportives
Chasse, pétanque, randonnée pédestre sont des activités pratiquées sur la commune.

### Écologie et recyclage
La collecte et le traitement des déchets des ménages et des déchets assimilés ainsi que la protection et la mise en valeur de l'environnement se font dans le cadre de la communauté de communes du Volvestre,.

## Économie

### Emploi
|                | 2008   | 2013  | 2018   |
| -------------- | ------ | ----- | ------ |
| Commune        | 18,6 % | 3,1 % | 11,5 % |
| Département    | 7,7 %  | 9,6 % | 9,3 %  |
| France entière | 8,3 %  | 10 %  | 10 %   |

En 2018, la population âgée de 15 à 64 ans s'élève à 60 personnes, parmi lesquelles on compte 77 % d'actifs (65,6 % ayant un emploi et 11,5 % de chômeurs) et 23 % d'inactifs,. Depuis 2008, le taux de chômage communal (au sens du recensement) des 15-64 ans est supérieur à celui de la France et du département.
La commune fait partie de la couronne de l'aire d'attraction de Toulouse, du fait qu'au moins 15 % des actifs travaillent dans le pôle,. Elle compte 15 emplois en 2018, contre 13 en 2013 et 8 en 2008. Le nombre d'actifs ayant un emploi résidant dans la commune est de 40, soit un indicateur de concentration d'emploi de 37,7 % et un taux d'activité parmi les 15 ans ou plus de 62,7 %.
Sur ces 40 actifs de 15 ans ou plus ayant un emploi, 14 travaillent dans la commune, soit 35 % des habitants. Pour se rendre au travail, 72,5 % des habitants utilisent un véhicule personnel ou de fonction à quatre roues et 27,5 % n'ont pas besoin de transport (travail au domicile).

### Activités hors agriculture
15 établissements sont implantés  à Bax au 31 décembre 2019.
Le secteur du commerce de gros et de détail, des transports, de l'hébergement et de la restauration est prépondérant sur la commune puisqu'il représente 33,3 % du nombre total d'établissements de la commune (5 sur les 15 entreprises implantées  à Bax), contre 25,9 % au niveau départemental.

### Agriculture
La commune est dans le Volvestre, une petite région agricole localisée dans l'est du département de la Haute-Garonne, constituée de collines de terrefort à fortes pentes autrefois consacrées à l’élevage s’orientent aujourd’hui vers les grandes cultures. En 2020, l'orientation technico-économique de l'agriculture  sur la commune est la polyculture et/ou le polyélevage.
|               | 1988 | 2000 | 2010 | 2020 |
| ------------- | ---- | ---- | ---- | ---- |
| Exploitations | 9    | 7    | 7    | 11   |
| SAU (ha)      | 237  | 164  | 130  | 252  |

Le nombre d'exploitations agricoles en activité et ayant leur siège dans la commune est passé de 9 lors du recensement agricole de 1988  à 7 en 2000 puis à 7 en 2010 et enfin à 11 en 2020, soit une baisse de 1 % en 32 ans.Ce qui est insignifiant comparé au  mouvement observé à l'échelle du département qui a perdu pendant cette période 57 % de ses exploitations,. La surface agricole utilisée sur la commune a quant à elle augmenté, passant de 237 ha en 1988 à 252 ha en 2020. Parallèlement la surface agricole utilisée moyenne par exploitation a baissé, passant de 26 à 23 ha.

## Culture locale et patrimoine

### Lieux et monuments
- Fontaine Saint Ferréol.

|  | Saint Ferréol est le saint patron de la commune de Bax, au sens catholique du terme. - Église Saint-Ferréol : la messe de saint Ferréol est célébrée le 16 mai de chaque année. À l'issue de cette messe, une procession a lieu où une effigie de saint Ferréol est portée par 4 hommes jusqu'à la fontaine. D'après les témoignages d'habitants du secteur, l'eau de cette fontaine avait la réputation autrefois de guérir les jeunes enfants des convulsions. Ainsi la procession de St Ferréol compte t elle encore aujourd'hui des personnes autrefois "guéries" par cette eau dite "miraculeuse" ... Attention toutefois car l'eau de ce puis n'offre aucune garantie de potabilité. |

### Héraldique
| Blason de Bax | Blason  | Tiercé en pairle renversé: au 1) de gueules à la croix cléchée, vidée et pommetée de douze pièces d'or, au 2) de sinople à la gerbe de blé d'or, au 3) d'azur à trois burelles ondées d'argent et à l'épée renversée d'or brochante.                                          |
| Blason de Bax | Détails | La croix occitane figure dans le blason du département, le blé et la couleur verte évoque l'agriculture, l'épée est l'attribut de saint Ferréol et les ondes symbolisent le Camedon et l'Aunat qui arrosent la commune. Création adoptée par la municipalité en janvier 2019. |